# Parabel
Parabel (tiếng Nga: Парабель) là một sông tại tỉnh Tomsk của Nga. Đây là một chi lưu tả ngạn của sông Obi. Chiếu dài của Parabel là 308 km. Diện tích lưu vực sông là 25.500 km². Sông được tạo thành do sự hợp lưu của Kenga và Chuzik. Sông bị đóng băng từ cuối tháng 10 - đầu tháng 11 cho đến cuối tháng 4- đầu tháng 5.